# Mechanicville
Mechanicville is een plaats (city) in de Amerikaanse staat New York, en valt bestuurlijk gezien onder Saratoga County.

## Demografie
Bij de volkstelling in 2000 werd het aantal inwoners vastgesteld op 5019.
In 2006 is het aantal inwoners door het United States Census Bureau geschat op 4923, een daling van 96 (-1.9%).

## Geografie
Volgens het United States Census Bureau beslaat de plaats een oppervlakte van
2,4 km², waarvan 2,2 km² land en 0,2 km² water. Mechanicville ligt op ongeveer 39 m boven zeeniveau.

## Plaatsen in de nabije omgeving
De onderstaande figuur toont nabijgelegen plaatsen in een straal van 12 km rond Mechanicville.

## Geboren
- Bob Eberly (1916 - 1981), zanger
- Ray Eberle (1919 - 1979), zanger